# Juan David Carabalí
Juan David Carabalí (Cali, Valle del Cauca, Colombia; 26 de febrero de 2003) es un futbolista colombiano que juega de delantero en el Deportes Tolima de la Categoría Primera A.

## Trayectoria
- Deportes Tolima

En el año 2020 llegó a las divisiones menores del equipo vinotinto y oro, el 16 de septiembre del 2021 debutó como jugador profesional en un partido oficial de la Copa Colombia.

## Estadísticas
- Actualizado el 19 de diciembre del 2023.

| Club            | País     | Año            | Partidos | Goles | Asist |
| --------------- | -------- | -------------- | -------- | ----- | ----- |
| Deportes Tolima | Colombia | 2021-2022      | 3        | 0     | 0     |
| Club Llaneros   | Colombia | 2022           | 15       | 1     | 0     |
| Deportes Tolima | Colombia | 2023- presente | 3        | 0     | 0     |
| Total           | Total    | Total          | 21       | 1     | 0     |